# Arnaldoa
Arnaldoa is een geslacht van struiken uit de composietenfamilie (Asteraceae). Het telt vier soorten die inheems zijn in Ecuador en Peru. Ze groeien op droge beboste of met struiken begroeide hellingen, op hoogtes tussen de 1370 en 3000 meter.

## Soorten
- Arnaldoa argentea C.Ulloa, P.Jørg. & M.O.Dillon
- Arnaldoa coccinosantha (Muschl.) Ferreyra
- Arnaldoa macbrideana Ferreyra
- Arnaldoa weberbaueri (Muschl.) Ferreyra